# Rundbælg (slægt)
Slægten Rundbælg (Anthyllis) er udbredt med arter i Europa, Lilleasien og Nordafrika. Det er stauder med en grundstillet bladroset og oprette eller overhængende, bladbærende stængler. Alle dele er fint hårede. Bladene er uligefinnede med ovale, helrandede småblade. Blomsterne er samlet i endestillede hoveder. De enkelte blomster er gule (sjældent: røde) og typisk ærteblomst-formede. Frugten er en bælg med nogle få frø.
Her nævnes kun den art, som er vildtvoksende i Danmark.
| Beskrevne arter |

- Rundbælg (Anthyllis vulneraria)

| Andre arter |

- Anthyllis barba-jovis
- Anthyllis cytisoides
- Anthyllis gerardii
- Anthyllis henoniana
- Anthyllis hermanniae
- Anthyllis montana
- Anthyllis tetraphylla
- Anthyllis variegata